# Dolge Njive (Lenart)
Dolge Njive is een plaats in Slovenië en maakt deel uit van de gemeente Lenart in de NUTS-3-regio Podravska. De plaats telde 132 inwoners op 1 januari 2020.